# Кім Йон Сік (борець)
Кім Йон Сік (кор. 김영식; нар. 17 листопада 1967) — північнокорейський борець вільного стилю, переможець та срібний призер чемпіонатів світу, дворазовий чемпіон Азії, чемпіон Азійських ігор, бронзовий призер Олімпійських ігор.

## Біографія
Був чемпіоном світу 1986 року серед юніорів. Виступав за борцівський клуб «Ксан Мйон Гук».

## Виступи на Олімпіадах
| Змагання                    | Збірна | Вагова категорія | Місце  |
| --------------------------- | ------ | ---------------- | ------ |
| Літні Олімпійські ігри 1992 | КНДР   | 57 кг            | Бронза |

На літніх Олімпійських іграх 1992 року в Барселоні виграв бронзову медаль. У другому поєдинку поступився білорусові Сергію Смалю, що виступав за Об'єднану команду. Однак той вийшов до фіналу, що дало змогу Кім Йон Сіку поборотися за третє місце у втішних поєдинках. У вирішальній сутичці подолав турка Ремзі Мусаогли і став бронзовим медалістом.

## Виступи на Чемпіонатах світу
| Змагання                        | Збірна         | Вагова категорія | Місце  |
| ------------------------------- | -------------- | ---------------- | ------ |
| Чемпіонат світу з боротьби 1986 | Північна Корея | 52 кг            | Золото |
| Чемпіонат світу з боротьби 1987 | Північна Корея | 52 кг            | Срібло |
| Чемпіонат світу з боротьби 1991 | Північна Корея | 57 кг            | 8      |

1986 року до свого чемпіонського титулу серед юніорів через три місяці додав чемпіонство серед дорослих, перемігши у фіналі японця Сато Міцуру.
Наступного року став віце-чемпіоном, поступившись у фіналі славетному болгарському борцеві Валентину Йорданову.

## Виступи на Чемпіонатах Азії
| Змагання                       | Збірна         | Вагова категорія | Місце  |
| ------------------------------ | -------------- | ---------------- | ------ |
| Чемпіонат Азії з боротьби 1988 | Північна Корея | 57 кг            | Золото |
| Чемпіонат Азії з боротьби 1991 | Північна Корея | 57 кг            | Золото |

## Виступи на Азійських іграх
| Змагання           | Збірна         | Вагова категорія | Місце  |
| ------------------ | -------------- | ---------------- | ------ |
| Азійські ігри 1990 | Північна Корея | 57 кг            | Золото |